# Serie A 1984 (baseball)

La Be.Ca. Bologna, vincitrice dell'edizione.

La Serie A 1984 del Campionato italiano di baseball ha visto la partecipazione di sedici squadre divise in due gironi. Le prime quattro di ciascuno giocarono il girone per lo scudetto, le ultime quattro il girone per non retrocedere e vincere la Coppa Italia.
La Fortitudo Baseball si laureò campione d'Italia per la quinta volta, mentre la Fiorentina vinse la sua prima Coppa Italia. Furono retrocesse in A2 Trieste, Novara, Anzio e Pesaro. Milano si autoretrocesse in A2 al termine della stagione e neppure Castenaso si iscrisse al campionato 1985, a cui furono ammessi Crocetta e Roma.

## Classifiche finali

### Stagione regolare

#### Girone est
| Classifica              | PCT  |
| ----------------------- | ---- |
| Amati Santarcangelo     | .762 |
| Riccadonna Rimini       | .714 |
| World Vision Parma      | .714 |
| Be.Ca. Bologna          | .667 |
| Scavolini Pesaro        | .611 |
| Banca Subalpina Bollate | .389 |
| Old Rags Lodi           | .95  |
| Julialpina Trieste      | .48  |

#### Girone ovest
| Classifica                | PCT  |
| ------------------------- | ---- |
| Mabro Grosseto            | .857 |
| Polenghi Lombardo Nettuno | .810 |
| Montorsi Castenaso        | .762 |
| C.E.I. Milano             | .571 |
| Nuova Stampa Firenze      | .429 |
| Cogeta Castiglione        | .381 |
| Australian Novara         | .143 |
| Orfi Anzio                | .167 |

#### Girone scudetto
| Classifica                | PCT  |
| ------------------------- | ---- |
| Be.Ca. Bologna            | .725 |
| World Vision Parma        | .650 |
| Riccadonna Rimini         | .561 |
| Mabro Grosseto            | .524 |
| Polenghi Lombardo Nettuno | .459 |
| C.E.I. Milano             | .415 |
| Montorsi Castenaso        | .400 |
| Amati Santarcangelo       | .256 |

#### Girone di retrocessione (Coppa Italia)
| Classifica              | PCT  |
| ----------------------- | ---- |
| Nuova Stampa Firenze    | .794 |
| Banca Subalpina Bollate | .686 |
| Cogeta Castiglione      | .543 |
| Old Rags Lodi           | .528 |
| Julialpina Trieste      | .353 |
| Australian Novara       | .306 |
| Orfi Anzio              | .306 |
| Scavolini Pesaro        | .0   |